# Masakr na Martově poli

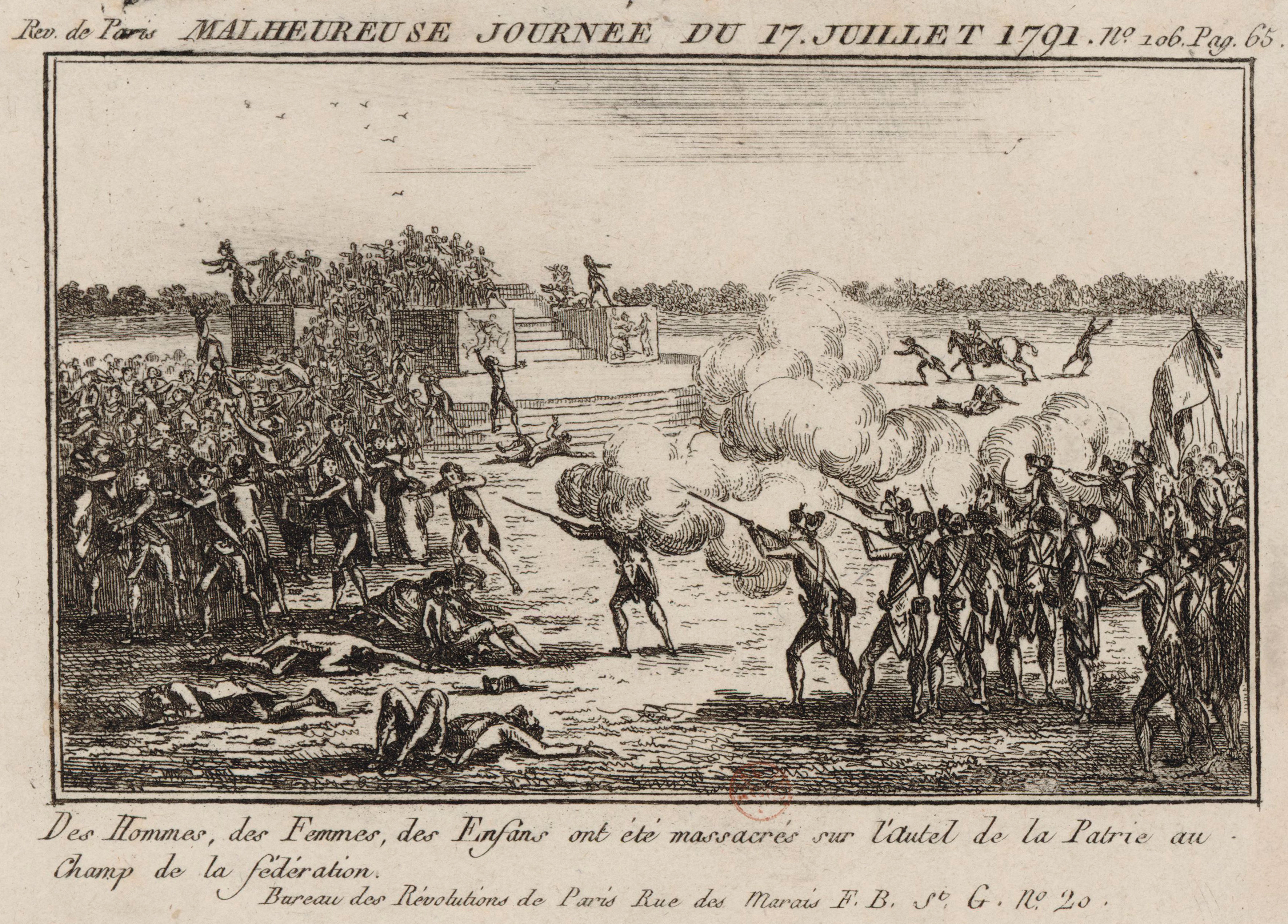
Masakr na Martově poli, rytina, autor neznámý

Masakr na Martově poli bylo násilné potlačení nepokojů, ke kterému došlo dne 17. července 1791 v Paříži Martově poli, kde se podepisovala republikánská petice za odvolání krále. Shromáždění nechal starosta Paříže Jean-Sylvain Bailly a vrchní velitel Národní gardy La Fayette potlačit silou.

## Příčiny
Druhé výročí dobytí Bastily (1791) bylo zastíněno probíhajícími diskusemi o pokusu krále Ludvíka XVI. o útěk v červnu toho roku. Ludvík XVI. byl po svém zajetí ve Varennes až do odvolání dočasně sesazen z trůnu. Z řad radikálních kordeliérů, mezi nimi i Héberta, Dantona a Marata, zaznívaly hlasité požadavky na jeho definitivní odvolání. V pátek 15. července však Národní shromáždění rozhodlo ponechat krále v úřadu, což bylo rozhodnutí, které nakonec schválili i jakobíni, kteří předtím zvažovali petici proti králi. Kordeliéři však zůstali neoblomní a na neděli 17. července svolali na Martovo pole na Oltář vlasti republikánskou petici k podpisu.

## Průběh
Již brzy ráno byli pod Oltářem vlasti nalezeni dva voyeři, kteří vyvrtali mnoho malých děr do prken v podlaze, aby se mohli během dne dívat pod sukně žen během podpisové kampaně. Brzy se rozšířila fáma, že tito dva plánovali použít sud se střelným prachem k vyhození Oltáře vlasti s republikánskou peticí a přítomnými kordeliéry. Oba muži byli předvedeni před výbor sekce. Když tam dorazili, dav je kolem 7. hodiny pověsil na lucernu.
Kolem poledne, kdy se měla petice podepisovat, se na místo vydali městští vyšetřovatelé a našli pouze neozbrojené občany, kteří se zabývali podpisy. Přesvědčeni, že nebude třeba zásah bezpečnostních orgánů, odešli. Současně byl stažen oddíl Národní gardy a zbraně, které byly po ranní akci umístěny v boční ulici. Pohyby jednotek však vyvolávaly nejistotu, vedro a různé fámy komplikovaly situaci.
V 18:00 se dav stále nerozešel, takže proti němu postupoval oddíl Národní gardy s dělostřeleckou četou, kterou vedl generál La Fayette. Doprovázel ho starosta Bailly. Nesli s sebou rudou vlajku, znamení blížícího se rozmístění jednotek. Najednou zazněl výstřel a La Fayettovi shodil klobouk. Vojáci odpověděli silnou střelbou, i když jim generál nařídil zachovat klid. Ve shromážděném davu vznikla tlačenice. Lidé se na náměstí tlačili ze všech stran. Vojáci se ocitli v defenzivě a opětovně začali střílet.
Informace o skutečném počtu obětí se značně liší. Zatímco dříve se hovořilo o stovkách mrtvých, pozdější vyšetřování odhalila čísla mezi tuctem a 50.

## Následky
La Fayette a Bailly se stali hlavními viníky masakru. Byli obviněni z nedbalosti a svévole. Někteří revolucionáři je dokonce obviňovali z royalistické kontrarevoluce, která chtěla zabránit sesazení krále prostřednictvím petice. Oba v důsledku událostí ztratili veškerou svoji popularitu. Zároveň byla oslabena umírněná strana, jejímž byli do té doby předními představiteli, a radikální síly ve Francii nadále získávaly moc. Francouzská revoluce pokračovala.